# Ramusella elliptica
Ramusella elliptica är en kvalsterart som först beskrevs av Berlese 1908.  Ramusella elliptica ingår i släktet Ramusella och familjen Oppiidae. Inga underarter finns listade i Catalogue of Life.